# ワンダフルトゥナイト
ワンダフルトゥナイトは、フランスで生産され、イギリスで調教されていた競走馬である。
主な勝ち鞍は2020年ロワイヤリュー賞、ブリティッシュ・チャンピオンズ・フィリーズ&メアズステークス。

## 戦績

### 2歳（2019年）
10月25日ドンカスター競馬場の未勝利戦（芝8ハロン）でデビューし3着。11月22日サンクルー競馬場の未勝利戦（芝2000m）で初勝利を飾る。

### 3歳（2020年）
6月13日のアビンドンフィリーズステークス（L）から始動したが4着。続く7月23日のティベルヴィル賞（L）でも2着に敗れるも、8月16日のミネルヴァ賞（G3）を制して重賞初制覇を挙げる。
G1初挑戦となった9月13日のヴェルメイユ賞では勝ち馬タルナワから4馬身差の5着に敗れたが、10月3日のロワイヤリュー賞では道中2・3番手追走から直線入り口で先頭に立つと後続に1馬身1/4差つけG1初制覇となった。10月17日のブリティッシュ・チャンピオンズ・フィリーズ&メアズステークスでは道中好位追走から早めに抜け出すと最後はダムマリオットに2馬身半差をつけG1競走2連勝となった。

### 4歳（2021年）
6月19日のハードウィックステークス（G2）で復帰。レースでは4番手追走から残り2ハロンで先頭に立つと、ブルームに1馬身半差をつけ快勝する。その後、キングジョージ6世&クイーンエリザベスステークスに出馬登録を行っていたが馬場状態が合わずレース当日に回避。7月31日のリリーラントリーステークス（G2）では2番手追走から直線入口で先頭に立ち、最後方から追い込んできたトライバルクラフトに2馬身差をつけて勝利した。8月19日のヨークシャーオークスではスノーフォールの4着に敗れ、連勝は4でストップした。その後、9月12日のフォワ賞に出走予定であったがレース2日前に球節骨折が判明、現役を引退し繁殖牝馬となる。

## 血統表
| ワンダフルトゥナイトの血統 | ワンダフルトゥナイトの血統 | ワンダフルトゥナイトの血統 | （血統表の出典）       | （血統表の出典） |
| 父系                       | ブラッシンググルーム系     | ブラッシンググルーム系     | ブラッシンググルーム系 |                  |
| 父 Le Havre 2006           | 父の父Noverre 1998         | Rahy                       | Blushing Groom         | Blushing Groom   |
| 父 Le Havre 2006           | 父の父Noverre 1998         | Rahy                       | Glorious Song          |                  |
| 父 Le Havre 2006           | 父の父Noverre 1998         | Danseur Fabuleux           | Northern Dancer        | Northern Dancer  |
| 父 Le Havre 2006           | 父の父Noverre 1998         | Danseur Fabuleux           | Fabuleux Jane          |                  |
| 父 Le Havre 2006           | 父の母Marie Rheinberg 2002 | Surako                     | Königsstuhl            | Königsstuhl      |
| 父 Le Havre 2006           | 父の母Marie Rheinberg 2002 | Surako                     | Surata                 |                  |
| 父 Le Havre 2006           | 父の母Marie Rheinberg 2002 | Marie d'Argonne            | Jefferson              | Jefferson        |
| 父 Le Havre 2006           | 父の母Marie Rheinberg 2002 | Marie d'Argonne            | Mohair                 |                  |
| 母 Salvation 2007          | 母の父Montjeu 1996         | Sadler's Wells             | Northern Dancer        | Northern Dancer  |
| 母 Salvation 2007          | 母の父Montjeu 1996         | Sadler's Wells             | Fairy Bridge           |                  |
| 母 Salvation 2007          | 母の父Montjeu 1996         | Floripedes                 | Top Ville              | Top Ville        |
| 母 Salvation 2007          | 母の父Montjeu 1996         | Floripedes                 | Toute Cy               |                  |
| 母 Salvation 2007          | 母の母Birdie 1999          | Alhaarth                   | Unfuwain               | Unfuwain         |
| 母 Salvation 2007          | 母の母Birdie 1999          | Alhaarth                   | Irish Valley           |                  |
| 母 Salvation 2007          | 母の母Birdie 1999          | Fade                       | Persepolis             | Persepolis       |
| 母 Salvation 2007          | 母の母Birdie 1999          | Fade                       | One Over Parr          |                  |
| 母系(F-No.)                | (FN:4-o)                   | (FN:4-o)                   | (FN:4-o)               |                  |